# Duilio Orso
Duilio Hernán Orso (nacido el 23 de junio de 1977 en Buenos Aires, Argentina) es un actor argentino.

## Trabajos

### Televisión
| Año       | Título                            | Rol / Personaje | Canal      |
| --------- | --------------------------------- | --------------- | ---------- |
| 1999/2000 | Campeones de la vida              | Walter Rocamora | El Trece   |
| 2001      | EnAmorArte                        | Ramiro          | Telefe     |
| 2001      | Culpables                         | Carrizo         | El Trece   |
| 2003      | Soy Gitano                        | Pastor Gaitan   | El Trece   |
| 2003      | "Ciclo Ensayo incaa- El monstruo" | Director        | Canal 7    |
| 2005      | Mujeres asesinas                  |                 | El Trece   |
| 2006-2007 | Doble venganza                    | Pablo Hasan     | Canal 9    |
| 2009      | Valientes                         | Franco          | El Trece   |
| 2010      | Niní                              | Francisco       | Telefe     |
| 2010      | Botineras                         | Periodista      | Telefe     |
| 2012/2013 | Mi amor, mi amor                  | Diego           | Telefe     |
| 2013      | Las huellas del secretario        | Carlos Aguirre  | TV Pública |
| 2014/2015 | Noche & Día                       | Palacios        | Canal 13   |

### Cine
| Año  | Título              | Rol / Personaje       | Dirección           | Notas                 |
| ---- | ------------------- | --------------------- | ------------------- | --------------------- |
| 1997 | Lilith              |                       | Gabriel Lichtmann   | Debut en cine (corto) |
| 1999 | Yepeto              | Alumno de la Facultad | Eduardo Calcagno    |                       |
| 1999 | Alma mía            | Rubén                 | Daniel Barone       |                       |
| 2003 | PyME (Sitiados)     | Gustavo               | Alejandro Malowicki |                       |
| 2004 | Hermanas            | Santiago              | Julia Solomonoff    |                       |
| 2005 | Tiempo de valientes | Radamés               | Damián Szifron      |                       |